# Conneaut Lake
Conneaut Lake es un borough ubicado en el condado de Crawford en el estado estadounidense de Pensilvania. En el año 2000 tenía una población de 708 habitantes y una densidad poblacional de 389 personas por km².

## Geografía
Conneaut Lake se encuentra ubicado en las coordenadas 41°36′8″N 80°18′24″O / 41.60222, -80.30667.

## Demografía
Según la Oficina del Censo en 2000 los ingresos medios por hogar en la localidad eran de $34,306 y los ingresos medios por familia eran $442,375. Los hombres tenían unos ingresos medios de $35,000 frente a los $21,417 para las mujeres. La renta per cápita para la localidad era de $18,486. Alrededor del 7.5% de la población estaba por debajo del umbral de pobreza.